# Кость, Роман Сергеевич
Роман Сергеевич Кость (18 апреля 1984, Люботин, Харьковская область, Украина) — украинский скульптор, мастер художественной ковки.

## Биография
Родился 18 апреля 1984 года в городе Люботин, Харьковская область, Украина. С детства увлекался рисованием.
В 2002 году начал заниматься кузнечным делом. В 2005 году окончил Харьковскую государственную академию дизайна и искусств по специальности «Дизайн интерьера и оборудования».
Принимал участие в реконструкции харьковских Храма Святомученика Александра, Храма Усекновения главы Иоанна Предтечи и Свято-Благовещенского кафедрального собора.
С 2009 по 2011 год работал в Санкт-Петербурге. В 2011 году переехал в Таганрог. В 2014 году в Выставочном зале таганрогского отделения Союза художников России состоялась первая персональная выставка Романа Кость «Металлопластика».
В 2015 году скульптурная работа Романа Кость «Позитив» была установлена в исторической части Ивано-Франковска, на улице Шевченко, одной из самых старых и красивых улиц города.
С 2015 года принял участие в Европейском международном фестивале кузнечного искусства «Ковка в стиле Барокко», проводимом в Нарве. В 2016 году стал победителем ежегодного конкурса, проводимого в рамках этого фестиваля.
В августе 2018 года был приглашён на международную биеннале «Металлическая скульптура» в Сицилии. За концептуальную работу «Двери» был отмечен спецпризом критики.
В сентябре 2019 года Роман Кость стал победителем европейской 23-й биеннале кузнечного искусства «European Biennial of Blacksmithing Art» в номинации «Скульптура». Биеннале проводилась в Италии, в коммуне Пратовеккьо-Стия (Тоскана, провинция Ареццо) и была посвящена юбилею высадки человека на Луну. Конкурсная композиция Романа Кость называлась «Deep deep down. Far far in» («Глубоко глубоко. Далеко далеко»). Работа-победитель навсегда осталась в Италии и была установлена в центре Пратовеккьо-Стия.
В июле 2020 года на фестивале «Ferraculum 2020» в австрийском городе Ибзице работа Романа Кость «The seeds» («Семена») вошла в тройку победителей.
До 24 февраля 2022 года жил и работал в Таганроге.

## Работы находятся в собраниях
- Ростовский областной музей изобразительных искусств, Ростов-на-Дону.[13][8]
- Музей современного изобразительного искусства на Дмитровской, Ростов-на-Дону.
- Таганрогский художественный музей, Таганрог.[13][3]
- Галерея «Piter», Таганрог.[13]
- Галерея ZHDANOV, Таганрог.
- Частные коллекции России, Германии,  Украины, Израиля, Швейцарии, Финляндии.

## Персональные выставки
- 2017 — «Железная ботаника». Ростовский областной музей изобразительных искусств, Ростов-на-Дону.[6][14][13][2][15][4]
- 2016 — «Природа металла». Выставочный зал Союза художников России, Таганрог.[16][3][17]
- 2014 — «Металлопластика». Выставочный зал Союза художников России, Таганрог.[1][18][19][20]

## Галерея

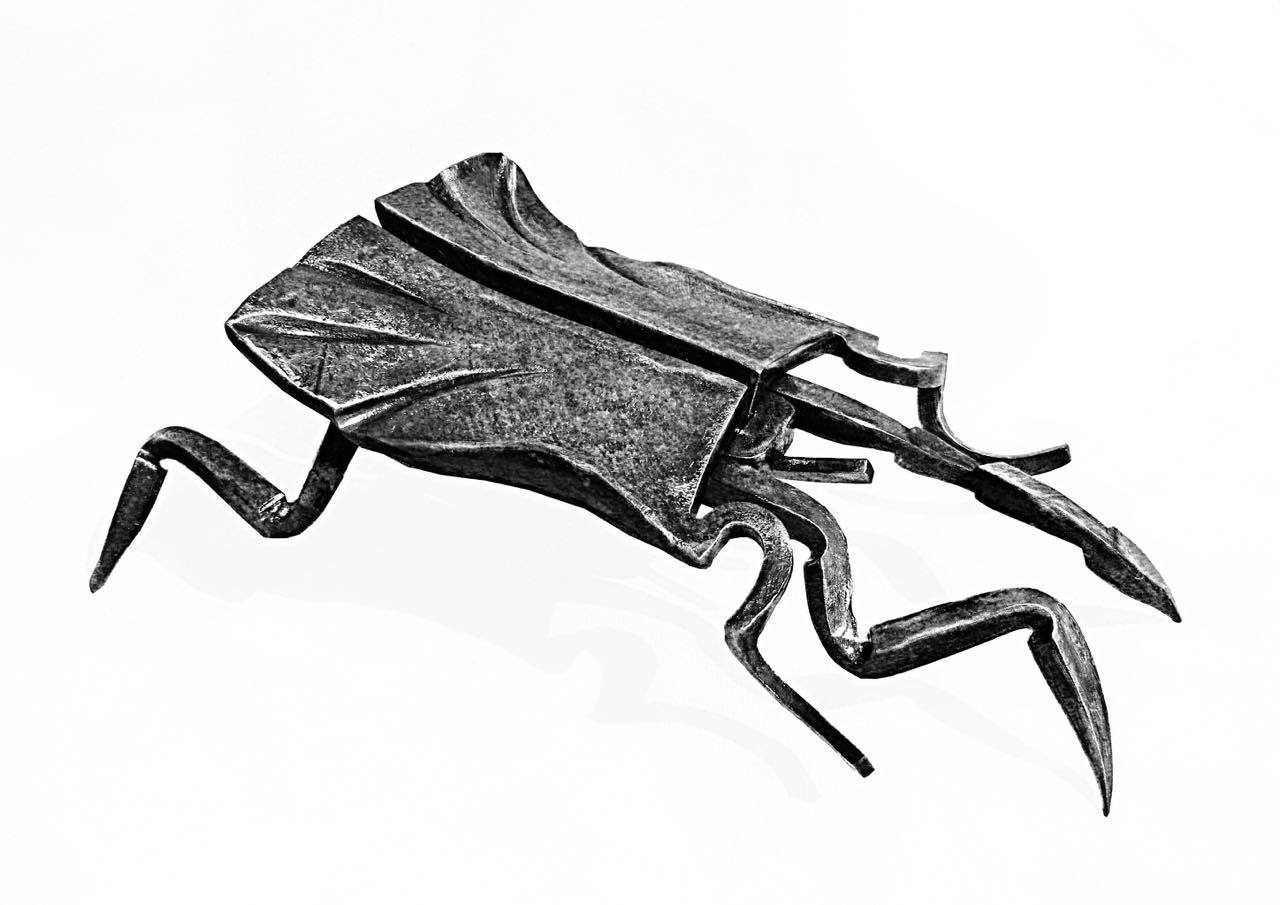
«Жук», сталь/ковка, 300х150х100, 2013.
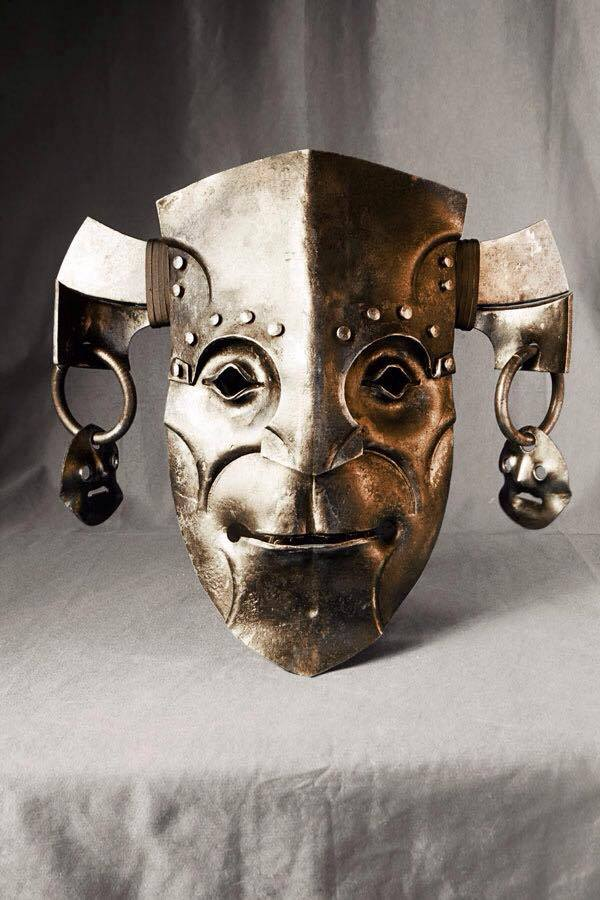
«Демон 1», сталь/ковка, 400х400, 2014.
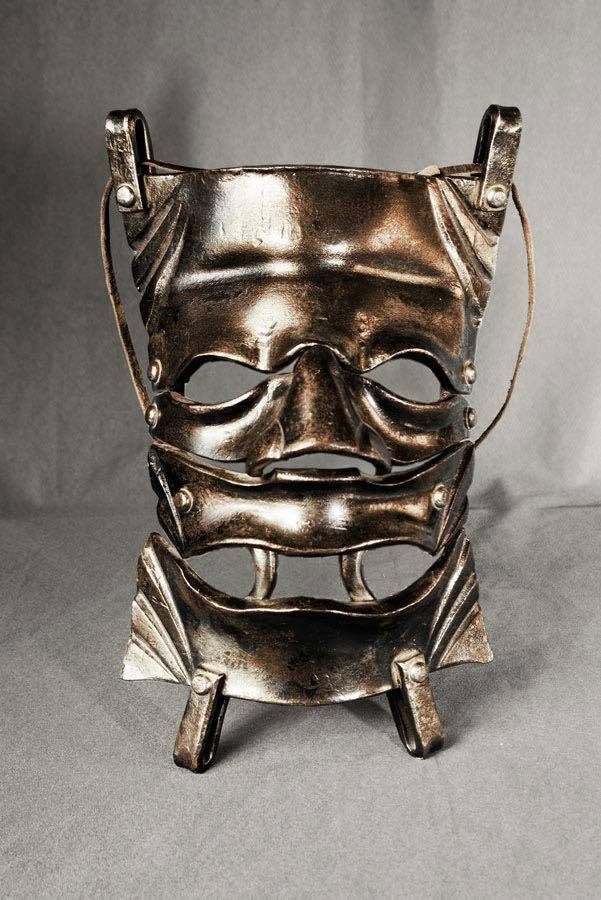
«Демон 2», сталь/ковка, 250х150х60, 2014.
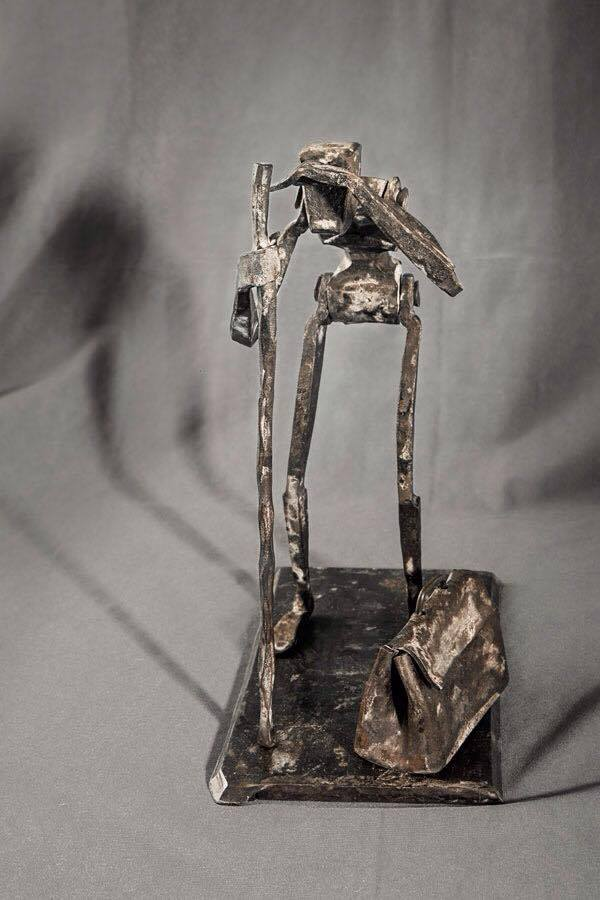
«Странник», сталь/ковка, 300х150х200, 2014.
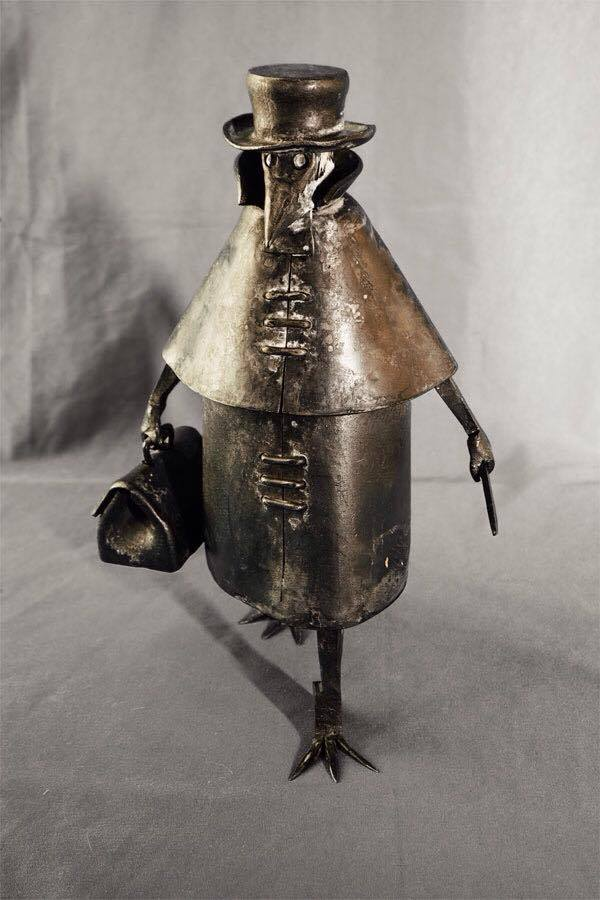
«Чумной доктор», сталь/ковка, 270х150х120, 2014.
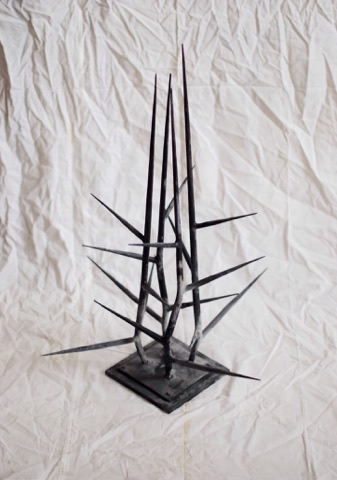
«Акация», сталь/ковка, 470х330х330, 2016.